# Deborah (Haendel)
Deborah (HWV 51) est un oratorio anglais en trois actes de Georg Friedrich Haendel. C'est l'un de ses premiers oratorios en anglais, basé sur un livret de Samuel Humphreys. Sa première eut lieu au King's Theatre de Londres le 17 mars 1733.

## Historique
Le livret se fonde sur l'histoire de la prophétesse Deborah rapportée par l'Ancien Testament (Livre des Juges, chapitres 4 et 5) : opprimés depuis 20 ans par les Cananéens, les Israélites leur livrent bataille sous la direction de Barak, qui a consulté auparavant Deborah ; celle-ci a prophétisé la victoire des Israélites et la mort du chef cananéen Siséra par la main d'une femme ; c'est ce qui se produira lorsque Jael, l'épouse d'un ami de Siséra, le tue pendant son sommeil alors qu'il s'est réfugié chez elle après la déroute des Cananéens.
En 1733, au moment de la création de ce second oratorio anglais, Haendel a déjà passé une vingtaine d'années à composer et à présenter des saisons d'opéra italien à Londres. 
Le grand succès de son premier oratorio, Esther, l'année précédente lui avait montré le potentiel de nouvelles œuvres de « Drame sacré », interprétées en concert en anglais. Deborah réutilise une grande partie de la musique que Haendel avait composée auparavant, notamment des passages de la Passion selon Brokes, de Il trionfo del tempo e del disinganno, le Dixit Dominus et d'autres
Deborah a été jouée dans le cadre de la saison de Haendel au King's Theatre en 1733, avec les stars de l'opéra italien chantant en anglais, et le compositeur, également producteur des représentations, soucieux de l'équilibre de ses finances et confiant quant à au succès de l'oeuvre, a doublé le prix d'entrée pour la première représentation, provoquant un certain ressentiment et des commentaires désobligeants dans la presse .
L'œuvre comporte quelques caractéristiques spécifiques comme l'introduction de chœurs massifs d'environ vingt-cinq chanteurs, certains en huit parties au lieu des quatre habituelles, et des effets orchestraux grandioses mettant en vedette des trompettes et des tambours à deux reprises. 
L'œuvre, avec ses chœurs imposants et ses effets orchestraux grandioses, connut un grand succès et fut reprise par Haendel les années suivantes.

## Rôles et distribution de la Première
|                                             |               |                                     |
| Rôles                                       | Tessiture     | Distribution de la Première en 1733 |
| Deborah                                     | soprano       | Anna Maria Strada                   |
| Barak, commandant de l'armée des Israélites | alto-castrato | Senesino                            |
| Abinoam                                     | bass          | Antonio Montagnana                  |
| Sisera                                      | alto          | Francesca Bertolli                  |
| Jael                                        | soprano       | Celeste Gismondi                    |
| Une femme Israélite                         | soprano       | Celeste Gismondi                    |
| Grand-Prêtre des Israelites                 | bass          | Antonio Montagnana                  |
| Grand-Prêtre de Baal                        | bass          | Gustavus Waltz                      |
| Heraut                                      | tenor         |                                     |
| Choeurs des prêtres Israelites              |               |                                     |
| Choeurs des prêtres de Baal                 |               |                                     |

## Argument
Acte 1
Les Israélites sont à la recherche d'un chef qui les délivrera de l'oppression des Cananéens. Déborah, prophétesse et juge, exhorte Barak, chef de l'armée israélite, à sauver le pays de la soumission et à conduire une armée contre le général Sisera, commandant des forces cananéennes. Déborah prophétise que Sisera mourra des mains d'une femme. Jaël, présentée dans l'oratorio comme une associée de Déborah, aspire à la sécurité dans son pays natal. Abinoam, père de Barak, se joint à ceux qui demandent à Barak de conduire l'armée contre leurs oppresseurs. Un héraut arrive de Sisera, annonçant l'arrivée du général pour expliquer les terribles conséquences qui pèseront sur les Israélites en cas d'attaque, mais Déborah, Barak et leur peuple sont sûrs de leur victoire.
Acte 2
Sisera et les prêtres de Baal arrivent pour conseiller aux Israélites de ne pas attaquer, mais Déborah et Barak rejettent l'idée que le Dieu d'Israël puisse ne pas triompher. Abinoam attend avec fierté et assurance, la victoire de son fils Barak, et Déborah conseille à son amie Jaël de se retirer dans sa tente pendant la bataille à venir. Les Israélites sont certains que Dieu soutiendra leurs armées.
Acte 3
Les Israélites ont vaincu les forces largement supérieures des Cananéens. Abinoam accueille avec joie son fils victorieux de retour du combat. Jaël annonce la mort de Sisera et raconte comment le général vaincu est allé se rafraîchir et se reposer dans sa tente. Jaël lui apporta du lait et, lorsqu'il s'endormit, elle prit un marteau et lui enfonça un pieu dans la tête. Tous acclament son action et célèbrent la délivrance de la nation.

## Synopsis

### Act 1
Scene 1: Mount Ephraim (Deborah, Barak, Israelitish Priests, People)
1. Overture
2. Double Chorus: Immortal Lord of earth and skies
3. Recitative: O Barak, favour'd of the skies (Deborah, Barak)
4. Duet: Where do thy ardours raise me? (Barak, Deborah)
5. Chorus: Forbear thy doubts!
6. Recitative: Since Heav'n has thus his will express'd (Barak)
7. Soloists and Chorus: For ever to the voice of pray'r
8. Recitative: By that adorable decree (Deborah)
9. Double Chorus: O hear thy lowly servants' pray'r
10. Recitative: Ye sons of Israel, cease your tears (Deborah)
11. Chorus: O blast, with thy tremendous brow
12. Recitative: To whomsoe'er his fate the tyrant owes
13. Aria: How lovely is the blooming fair (Barak)
Scene 2: Kedesh Napthali
14. Recitative: O Deborah! where'er I turn my eyes (Jael, Deborah)
15. Aria: Choir of angles, all around thee (Deborah)
16. Recitative: My transports are too great to tell (Jael)
17. Aria: To joy he brightens my despair (Jael)
Scene 3: Kedesh (Abinoam, Barak, Israelites)
18. Recitative: Barak, my son, the joyful sound (Abinoam)
19. Aria: Awake the ardour of they breast (Abinoam)
20. Recitative: I go where Heav'n and duty call (Barak)
21. Aria: All danger disdaining, for battle I glow (Barak)
22. Chorus: Let thy deeds be glorious
Scene 4: Mount Tabor (Deborah, Barak, Israelites, Herald)
23. Recitative: My charge is to declare (Herald, Barak, Deborah)
24. Chorus: Despair all around them
25. Chorus: Allelujah!

### Act 2
Scene: Mount Tabor (Deborah, Barak, Abinoam, Israelites)
26. Chorus: See, the proud chief advances now
27. Recitative: That here rebellious arms I see (Sisera)
28. Aria: At my feet extended low (Sisera)
29. Recitative: Go frown, Barbarian, where thou art fear'd (Deborah)
30. Aria: In Jehovah's awful sight (Deborah)
31. Recitative: Yes, how your God in wonders can excel (Sisera)
32. Aria: Whilst you boast the wondrous story (Sisera)
33. Aira: Impious mortal, cease to brave us (Barak)
34. Recitative: Behold the nations all around (Chief Priest of Baal)
35. Chorus: O Baal, Monarch of the skies (Priests of Baal)
36. Recitative: No more, ye infidels (Chief Priest of the Israelites)
37. Double Chorus: Load of Eternity (Israelites)
38. Chorus: Plead thy just cause
39. Recitative: By his great Name (Deborah, Sisera)
40. Soloists and Double Chorus: All your boast will end in woe
(Deborah, Sisera, Priest of Baal, Baal's Priests, Israelites)
41. Recitative: Great Prophetess, my soul's on fire (Barak)
42. Aria: In the battle, fame pursuing (Barak)
43. Recitative: Thy ardours warm the winter of my age (Abinoam)
44. Aria: Swift inundation of desolation (Abinoam)
45. Recitative: O Judah, with what joy I see (Isrealitish Woman)
46. Aria: No more disconsolate I'll mourn (Israelitish Woman)
47. Recitative: Now, Jael, to thy tent retire (Deborah)
48. Aria: O the pleasure my soul is possessing (Jael)
49. Recitative: Barak, we now to battle go (Deborah)
50. Duet: Smiling freedom, lovely guest (Deborah. Barak)
51. Chorus: The great King of Kings will aid us to-day

### Act 3
Scene: Kedesh
52. Chorus: Now the proud insulting foe (Israelites)
53. Recitative: The haughty foe whose pride to heav'n did soar (Israelitish Woman)
54. Aria: Now sweetly smiling peace descends (Israelitish Woman)
55. Recitative: My pray'rs are heard (Abinoam, Barak)
56. Aria: Tears, such as tender fathers shed (Abinoam)
57. Recitative: O Deborah, my fears are o'er (Jael)
58. Chorus: Doleful tidings, how ye sound (Priests of Baal)
59. Aria: Our fears are now for ever fled (Isrealitish Woman)
60. Recitative: I saw the tyrant breathless in her tent (Barak, Jael)
61. Aria: Tyrant, now no more we dread thee (Jael)
62. Recitative: If, Jael, I aright divine (Deborah)
63. Aria: The glorious sun shall cease to shed (Deborah)
64. Recitative: May Heav'n with kind profusion (Barak)
65. Low at her feet he bow'd, he fell (Barak)
66. Recitative: O great Jehovah! may thy foes thus perish (Deborah)
67. Double Chorus: Let our songs to heav'n ascend
Chorus: O celebrate his sacred name
Chorus: Allelujah

## Discographie
- Deborah : oratorio en 3 actes, HWV 51 avec Yvonne Kenny, soprano, Susan Gritton, soprano, Catherine Denley, mezzo-soprano, James Bowman, contreténor, Michael George, basse, The King's Consort, Chœur du nouveau Collège d'Oxford, Chœur de la Cathédrale de Salisbury, Robert King, direction - Hyperion - 1993
- Deborah :  avec Elisabeth Scholl, Natacha Ducret, Lawrence Zazzo, Ewa Wolak, Knut Schoch, Jelle S. Draijer, et le Barockorchester de Francfort dirigé par Joachim Carlos Martini - Naxos - 2001